# 佐々木貴子
佐々木 貴子（ささき たかこ、1970年7月10日 - ）は、日本の詩人。同姓同名の俳人（1979年生まれ）とは別人。

## 略歴
岩手県盛岡市生まれ。岩手大学卒業。上越教育大学大学院修了。兵庫教育大学大学院修了。学校教育学博士。2009年から2016年まで、やなせたかし責任編集「詩とファンタジー」（かまくら春秋社）において、詩とイラストとのコラボレーションとして、宇野亞喜良、葉祥明、味戸ケイコ、灘本唯人、蓬田やすひろ、北見隆、藤本将、君野可代子、平岡瞳、杉山巧など、複数のイラストレーターによる書き下ろしのイラストとともに詩が掲載になる。2012年、「詩とファンタジー」詩部門大賞受賞。2017年、秋亜綺羅発行「季刊 ココア共和国」（あきは書館）に小詩集「学校の人」を発表。同年、第26回詩と思想新人賞受賞 (土曜美術社出版販売）。2018年、「季刊 びーぐる」（澪標）において第７回「びーぐるの新人」に選出される。同年、詩と思想新人賞叢書として『嘘の天ぷら』（土曜美術社出版販売）を刊行。2019年、 第30回歴程新鋭賞を受賞。秋亜綺羅と、あきは詩書工房発行「月刊ココア共和国」（電子書籍と紙の本）を編集。 

## 著書
- 『<他者性>の育成を担う美術教育の実践に関する研究』
- 『嘘の天ぷら』土曜美術社出版販売、2018年10月 ISBN 978-4812024577